# Operophtera isaaki
Operophtera isaaki là một loài bướm đêm trong họ Geometridae.